# Bronze (Manga)
Bronze – Zetsuai since 1989 ist eine Manga-Serie der japanischen Zeichnerin Minami Ozaki, der ab 1992 in Japan erschien. Sie lässt sich dem Shōnen-Ai-Genre zuordnen, behandelt also homosexuelle Liebe zwischen Männern. Bronze arbeitet mit den gleichen Figuren, Koji Nanjo und Takuto Izumi, wie der Manga Zetsuai -1989- und setzt diesen fort. 2006 war die Serie zunächst beendet, 2011 wurde sie als Bronze: Zetsuai Gaidan Kaendan-Shō -Tenshi Kōtan- fortgeführt. Das Werk wurde in zwei Animes und einer Light Novel adaptiert.

## Inhalt
Nachdem der Sänger Koji Nanjo und der Fußballer Takuto Izumi sich näher gekommen sind, bringt ein Unfall Kojis die Beziehung der beiden an einen entscheidenden Punkt: Izumi erkennt, wie viel ihm an Nanjo liegt und dass er sich in ihn verliebt hat. Er pflegt ihn gesund, bis er sich wieder erholt hat. Doch dann bringen ihnen sowohl die Familien der beiden als auch ihre weiblichen Fans neue Probleme.

## Veröffentlichung
Der Manga erschien in Japan von 1992 bis 2006 in Einzelkapiteln im Manga-Magazin Margaret. Der Shūeisha-Verlag veröffentlichte diese Einzelkapitel auch in 14 Sammelbänden. Alle Bände erschienen von Juni 2001 bis Dezember 2006 auf Deutsch beim Carlsen Verlag.
Ab Januar 2011 erschien im Magazin Chorus die Fortsetzung Bronze: Zetsuai Gaidan Kaendan-Shō -Tenshi Kōtan-. Carlsen veröffentlichte sie in einen Band im Oktober 2012 auf Deutsch. Er wird auch als 15. Band von Bronze gezählt.
Bei Shūeisha erscheinen mehrere Light Novels zum Manga, die von Akiyama Rin verfasst wurden. Die Illustrationen steuerte Minami Ozaki bei. Von Juni 1997 bis August 1998 erschienen insgesamt vier Bücher.
Außerdem erschienen zum Manga mehrere Artbooks. Das Artbook zu den beiden OVAs enthält neben Illustrationen auch Hintergrundinformationen zu den Protagonisten und Zeichnungen aus dem Produktionsprozess.

## Anime
Eine erste Adaption des Mangas in Form einer einteiligen Original Video Animation (OVA) durch Studio Madhouse namens Bronze Kōji Nanjō Cathexis ist 1994 entstanden. Diese besteht aus fünf Musikclips zu Liedern, die von Kōji Nanjōs Synchronsprecher Shō Hayami gesungen werden. Dazu kommen zwei Lieder für Vor- und Abspann: Bad Blood und Moonlight, beide gesungen von Takehide. Regie führte Rintaro, die Tonregie lag bei Yasunori Honda und als Produzent war Masao Maruyama verantwortlich. Die OVA wurde am 6. Juli 1994 veröffentlicht.
1996 folgte eine zweite, 45-minütige OVA namens Bronze: Zetsuai Since 1989 von Production I.G, bei der Kazuo Yamazaki und Itsuro Kawasaki Regie führten. Yamazaki schrieb auch das Drehbuch. Kazuchika Kise war für das Charakterdesign und die Animationen verantwortlich, die künstlerische Leitung lag bei Chieko Nezaki. Für den Ton war Hideyuki Tanaka zuständig und für die Kameraführung war Hisao Shirai verantwortlich. Die zuständigen Produzenten waren Mitsuhisa Ishikawa und Youichi Ishikawa. Die Musik komponierte Kō Ōtani und für den Abspann verwendete man das Lied Bronze Saishūshō, gesungen von Takehide. Die OVA fasst die ersten drei Bände des Mangas zusammen. Sie wurde am 4. Dezember 1996 in Japan veröffentlicht.
| Rolle           | Japanischer Sprecher (Seiyū) |
| --------------- | ---------------------------- |
| Koji Nanjo      | Shō Hayami                   |
| Takuto Izumi    | Takehito Koyasu              |
| Katsumi Shibuya | Kappei Yamaguchi             |
| Serika Horiuchi | Kumiko Nishihara             |

## Rezeption
Die Verfilmung des Mangas sei mit viel Gefühl erzählt, von hoher Zeichenqualität und großartiger Inszenierung, so die AnimaniA. Die Designs seien nahe an der Vorlage und auch der rockige Soundtrack „ein Traum“. Auch das aus fünf Musikclips bestehende Bronze Kōji Nanjō Cathexis sei mit seiner „genialen musikalischen Untermalung“ fast noch besser als der Film und mache sprachlos.